# Anacleto Canabal 1.ª Sección
Anacleto Canabal 1.ª Sección es una localidad del municipio de Centro ubicado en la subregión centro del estado mexicano de Tabasco.

## Geografía
La localidad de Anacleto Canabal 1.ª Sección se sitúa en las coordenadas geográficas 17°58′27″N 92°59′44″O / 17.974167, -92.995556, a una elevación de 10 metros sobre el nivel del mar.

## Demografía
Según el Conteo de Población y Vivienda 2020, efectuado por el Instituto Nacional de Estadística y Geografía, la localidad de Anacleto Canabal 1.ª Sección tiene 4,364 habitantes, de los cuales 2,155 son del sexo masculino y 2,209 del sexo femenino. Su tasa de fecundidad es de 1.87 hijos por mujer y tiene 1,277 viviendas particulares habitadas.
| Gráfica de evolución demográfica de Anacleto Canabal 1.ª Sección entre 1940 y 2020 |
|                                                                                    |
| INEGI.                                                                             |